# Фейн, Герман Наумович
Ге́рман Нау́мович Фе́йн (литературный псевдоним — Герман Андреев) (12 августа 1928, Москва, СССР — 22 сентября 2023, Баден-Баден, Германия)  — советский педагог, советский и германский литературовед, публицист, историософ, специалист по русской религиозной философии.

## Биография
Герман Наумович Фейн родился 12 августа 1928 в семье Наума Григорьевича Фейна, начальника отдела строительства электростанций при Госплане СССР, и пианистки Александры Антоновны Терешкович.
По образованию — педагог-филолог, окончил МГПИ им. В.И.Ленина. Преподавать литературу начал в 1950 году в ялтинской школе № 15:55.  В 1966 году опубликовал монографию о методике преподавания романа Л. Н. Толстого «Война и мир», был одним из ведущих учебных программ по литературе на Третьей (учебной) программе ЦТ. 
C 1966 по 1971 год Г. Н. Фейн работал заведующим учебной частью и учителем литературы московской физико-математической школы №2 (ныне лицей «Вторая школа»). Весной 1971 года физ.-мат. школа № 2 привлекла повышенное внимание партийных органов и подверглась "фронтальной проверке" на соответствие идеологическим установкам КПСС, по её итогам был уволен директор школы В. Ф. Овчинников и три его заместителя: Г. Н. Фейн, З. А. Блюмина, Н. В. Тугова. В 1971—1974 годах преподавал литературу в московской средной школе № 69.
По словам самого Германа Наумовича, он "писал с начала 70-х годов для самиздата". Эмигрировал в Германию в 1975 году. C 1975 по 2000 год преподавал русскую литературу и российское страноведение (история, философия, искусство) в университетах Гейдельберга, Мангейма, Майнца (ФРГ). Был литературным обозревателем парижской газеты “Русская мысль” и внештатным сотрудником телерадиокомпании “Немецкая волна”. Один из основателей летнего "Русского свободного университета имени Сахарова"  в 1978 году в городе Ахберг, Германия. Весной 1994 года с наступлением пенсионного возраста Герман Фейн был уволен на пенсию:32-33. Однако благодаря многочисленным обращениям студентов и заступничеству ректора он получил возможность продолжать читать лекции в уникальном статусе "профессора-пенсионера":36. 
Последние годы жизни жил в Баден-Бадене, где и скончался. Согласно завещанию Г. Н. Фейна  его прах был предан земле на московском Введенском кладбище 24 февраля 2024 года.

## Семья
- Первая жена — Наталья Васильевна Тугова (1925—2006), выпускница МГПИ им. Ленина 1950-го года, учитель немецкого языка в вечерней школе г. Ялты 1950—1955, учитель русского языка, литературы и логики женской школы № 5 г. Ялты, полгода работала в московской школе № 1, учитель литературы Второй школы 1957—1971,  завуч по воспитательной работе 2-й физ.-мат. школы (1960—1971), уволена после фронтальной проверки, как и Герман Наумович. После этого учитель русского языка и литературы в школе № 118 (1971—1976) и в английской школе № 38 (1976—1996)[12]. 
  - Сын — Игорь
  - Сын — Андрей.
- Вторая жена — Светлана Файн, урождённая ?[3].

## Публикации

### Книги
- Фейн Г. Н. Роман Л. Н. Толстого "Война и мир". Целостный анализ (методика исследования и преподавания). М. «Просвещение», 1966.
- «Христианство, Толстой и сборник "Из-под глыб"», в сборнике "СССР – демократические альтернативы". Ахберг, ФРГ, 1976.
- «Zwei Gesichter Russlands (Два лика России)». Stuttgart, Burg Verlag, 1989. ISBN 3922801382; ISBN 978-3922801382
- «Чему учил граф Лев Толстой», М. 2004. ISBN 5-9234-0041-3
- «Идеи либеральной интеллигенции в творениях русских писателей первой половины XIX века». М., 2004. ISBN 9785923400533
- Андреев (Файн) Герман. «Воспоминания и размышления русского эмигранта». М., 2008. ISBN 978-5-7853-1062-9
- Андреев (Фейн) Герман. «Русская журналистика в эмиграции». М. «Новый Хронограф», 2012. ISBN 978-5-94881-146-8
- «Глазами либерала». М., 2012.
  - Том 1, «ОнтоПринт», Щелково, МО. 2012-2021. ISBN 978-5-905722-58-5
  - Том 2, «M•Graphics», Boston, MA. 2021. ISBN 978-1950319558

### В периодических изданиях
Журнал "Континент":
- «В стране строго алогичной закономерности». №13, 1977
- «"Где любовь, там и Бог"». Религиозно-философское учение Льва Толстого как орудие сопротивления идеологии и практике тоталитарных систем. №16, 1978
- «Памяти Толи Якобсона». № 20, 1979.
- «Заметки о традициях русского либерализма». К спорам об исторических судьбах России. № 22-23, 1980
- «Ценная работа о национал-большевизме». № 28, 1981
- «Симптомы "бурбонизма"». № 31, 1982
- «Два пророка: Карл Маркс и Федор Достоевский». № 36, 1983
- «Терапия нигилистической ментальности». № 38, 1983
- «Изображение немцев в русской литереатуре». № 39, 1984
- «Какую Россию уничтожили большевики». № 42, 1984

Журнал "Грани":
- «Учение Льва Толстого о государстве и противостоянии государственному злу в свете сегодняшнего опыта». № 128, 1983
- «Причины поражения антибольшевистских сил». № 156, 1990

Журнал "Литературный Европеец":
- «А чья была победа?». № 147.

Журнал "Мосты":
- «Моё видение сталинского Советского Союза». № 21
- «Фантастическая гипотеза: Сталин был агентом Гитлера?». № 29,
- «ВКП(б) – враг народа». № 32
- «Две отечественные войны». № 36
- «Философская система Владимира Соловьева и проблематика религиозной и политической мысли ХХ и XXI века». № 39
- «Константин Леонтьев, реакционный российский философ XlX века и его современные последователи». № 40
- «Горький как литературный феномен». № 41.

Журнал "Новый Мир"
- «Обретение нормы». № 2, 1994
- «Не близнецы, но братья». № 4, 1994

В Интернете:
- Герман Фейн. О фильме "Толя Якобсон из Хлыновского путика":

### Участие в документальных фильмах
- «Вторая и единственная»